# Love Song 探して
「Love Song 探して」（ラブソングさがして）は、日本の作曲家であるすぎやまこういちによるファミリーコンピュータ用ロールプレイングゲーム『ドラゴンクエストII 悪霊の神々』（1987年）にて使用された楽曲。英題は『Only Lonely Boy』（オンリー・ロンリー・ボーイ）。
作詞は三浦徳子、作曲はすぎやま、編曲は大村雅朗、歌唱は元アイドル歌手である牧野アンナによって制作されたヴァージョンが、1987年1月21日にアポロン音楽工業からリリースされた。

## 背景、制作
元々は、エニックス（現・スクウェア・エニックス）よりリリースされたコンピュータRPG『ドラゴンクエストシリーズ』の第2作『ドラゴンクエストII 悪霊の神々』（1987年）のテーマソングとして、同作の作曲家であるすぎやまこういちによって制作された楽曲である。サウンドトラック『ドラゴンクエストの世界「ドラゴンクエストII」悪霊の神々』に収録されている。
サウンドトラックのリリースに先駆けて、元アイドル歌手である牧野アンナによる歌唱版がリリースされ、ゲームに牧野をモデルにした歌姫『アンナ』が登場することが告知され、サウンドトラックの購入者向けキャンペーン企画が行われた。当時、牧野本人は『ドラゴンクエスト』（1986年）をよく分かっておらず、関係者から「人気ゲームとタイアップしてアイドルをデビューさせる企画があるからオーディションを受けないか」という誘いで受けたことがきっかけだったという。
歌唱版の編曲を担当した大村雅朗は、すぎやまが書く曲がアイドルソングとは程遠く「どうしたらいいんだ」と頭を悩ませていたが、出来上がった曲を聴いて「よくここまで変わったね」という話をしていたと、牧野は当時を振り返っている。
『ドラゴンクエストII』のゲーム中では、ゲーム開始時の名前入力画面および復活の呪文（パスワード）入力画面で流れる他、ペルポイの町にいる歌姫『アンナ』に話しかけると歌ってくれる（BGMが切り替わる）演出がある（リメイク版では登場しない）。また、以降のシリーズ作品やスピンオフでも、主にメニュー画面や文字入力画面などのBGMとして使用されることがある。

## 収録アルバム

### ゲーム音源/オーケストラ演奏
- 交響組曲『ドラゴンクエストII 悪霊の神々』 - 複数。詳細はドラゴンクエストII 悪霊の神々#音楽作品 を参照。
- 『ドラゴンクエスト』ゲーム音源大全集（SMEビジュアルワークス）
- すぎやまこういち交響組曲『ドラゴンクエスト』ベスト・セレクション～ロト編～（ソニーレコード）
- 交響組曲『ドラゴンクエスト』ザ・ベスト2（SMEビジュアルワークス）
- 交響組曲『ドラゴンクエスト』コンプリートCD-BOX（SMEビジュアルワークス）
- Wii U版ドラゴンクエストX オリジナルサウンドトラック 東京都交響楽団（キングレコード）
- DRAGON QUEST -ダイの大冒険- 音楽集（日本コロムビア）- TVアニメ版サウンドトラック。番組提供表示画面のBGMとしても使用。

### その他演奏
- ドラゴンクエスト・オン・ピアノ VOL.II（株式会社アポロン）
- 弦楽四重奏による『ドラゴンクエスト』（アニプレックス）

## 牧野アンナによるシングル

### 収録曲
| 全作詞: 三浦徳子、全作曲: すぎやまこういち、全編曲: 大村雅朗。 |                      |          |                  |      |
| #                                                              | タイトル             | 作詞     | 作曲・編曲       | 時間 |
| 1.                                                             | 「Love Song 探して」 | 三浦徳子 | すぎやまこういち | 3:15 |
| 2.                                                             | 「Heart」            | 三浦徳子 | すぎやまこういち | 3:59 |
| 合計時間:                                                      | 合計時間:            | 7:14     |                  |      |

| 全作詞: 三浦徳子、全作曲: すぎやまこういち、全編曲: 大村雅朗。 |                                            |          |                  |      |
| #                                                              | タイトル                                   | 作詞     | 作曲・編曲       | 時間 |
| 1.                                                             | 「Love Song 探して」                       | 三浦徳子 | すぎやまこういち | 3:15 |
| 2.                                                             | 「Love Song 探して」(オリジナル・カラオケ) | 三浦徳子 | すぎやまこういち | 3:15 |
| 3.                                                             | 「Heart」                                  | 三浦徳子 | すぎやまこういち | 3:59 |
| 4.                                                             | 「Heart」(オリジナル・カラオケ)            | 三浦徳子 | すぎやまこういち | 3:59 |
| 合計時間:                                                      | 合計時間:                                  | 14:28    |                  |      |

### 収録アルバム
| 曲名                 | 収録作品（初出のみ）                                     | リリース日    | 出典  |
| -------------------- | -------------------------------------------------------- | ------------- | ----- |
| 「Love Song 探して」 | 『牧野アンナ コンプリート・シングルス Love Song 探して』 | 2015年9月16日 | [ 3 ] |
| 「Heart」            | 『牧野アンナ コンプリート・シングルス Love Song 探して』 | 2015年9月16日 | [ 3 ] |

### カバー
| 曲名                 | アーティスト                           | 収録作品（初出のみ）                                     | リリース日    | 備考                                                         | 出典  |
| -------------------- | -------------------------------------- | -------------------------------------------------------- | ------------- | ------------------------------------------------------------ | ----- |
| 「Love Song 探して」 | ルーラ                                 | 『ドラゴンクエストのうた〜ベスト・ソング・セレクション』 | 1993年5月26日 | 異名同曲の「薔薇降る空」としてカバー                         | [ 4 ] |
| 「Love Song 探して」 | 中原小麦（桃井はるこ）                 | 『えんどれすさま〜ばけ〜しょん!』                        | 2004年9月24日 | OVA『ナースウィッチ小麦ちゃんマジカルてZ』のイメージアルバム | [ 5 ] |
| 「Love Song 探して」 | 沼倉愛美、原由実、浅倉杏美、仁後真耶子 | 『THE IDOLM@STER STATION!!! Nouvelle Vague』             | 2012年2月29日 | ラジオ番組『THE IDOLM@STER STATION!!!』のアルバム            | [ 6 ] |

## その他
- この曲の替え歌がプロ野球チーム・千葉ロッテマリーンズの応援歌の1つ（「俺たちの誇り」と呼ばれる）として使用されていた。
- 一時期、長崎国際テレビにおいて県内の天気予報のサウンドとして使われていたことがある。